# لورت (ماساچوست)
لِوِرت (به انگلیسی: Leverett) شهرکی در شهرستان فرانکلین ایالت ماساچوست می‌باشد که در سال ۱۷۷۴ بنیان‌گذاری شده‌است. این شهرک در سرشماری سال ۲۰۱۰ میلادی، ۱٬۸۵۱ نفر جمعیت داشته‌است.